# Џанг Нинг
Џанг Нинг (упрош: 張寧; трад: 张宁; пин: Zhāng Níng; 19. мај 1975) бивша је кинеска бадминтонисткиња. Двострука је олимпијска првакиња у категорији жене појединачно. Њену игру су карактерисали прецизни ударци, диктирање темпа и могућност пласирања лоптице у сва четири угла терена. На светским првенствима освојила је пет медаља од којих је једна златна.